# 桑迪爾角

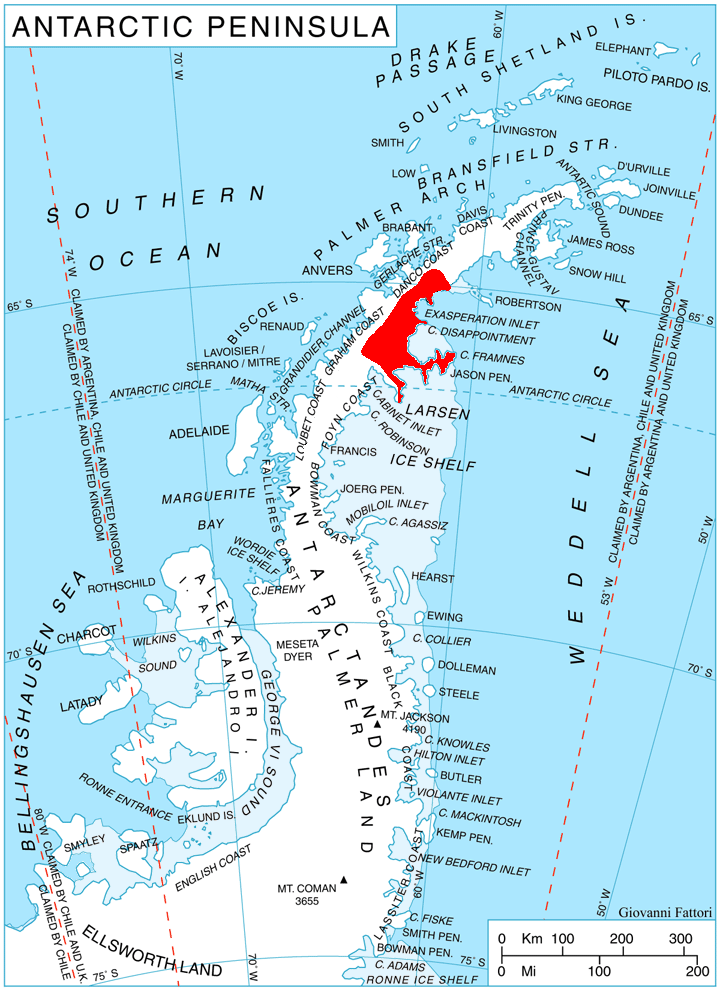

桑迪爾角是南極洲的海岬，位於葛拉漢地，是特帕瓦嶺的東端，處於卡利納角東南面7.5公里和蘭亞里角西北面6.7公里，以保加利亞統治者命名。
65°29′55″S 61°56′17″W / 65.49861°S 61.93806°W

## 外部連結
- Sandilh Point. （页面存档备份，存于） SCAR Composite Antarctic Gazetteer.